# Palaeophasianus meleagroides
Palaeophasianus meleagroides — викопний вид журавлеподібних птахів вимерлої родини Geranoididae, що існував у ранньому еоцені (55,8-50,3 млн років тому). Скам'янілі рештки птаха знайдені у відкладеннях формації Вілвуд у штаті Вайомінг (США). Описаний по декількох кістках нижніх кінцівок.